# Marco Martins
Marco Martins ( Lisboa, 1972 ) es un director de cine y guionista portugués. Ha trabajado también en el ámbito del teatro y las artes visuales.

## Biografía
Formado en la Escuela de Teatro y Cine del Instituto Politécnico de Lisboa, se graduó en 1994. Ha hecho prácticas en el área de producción con directores como Wim Wenders, Manoel de Oliveira y Bertrand Tavernier.
Entre 1994 y 1998 escribió y realizó los cortometrajes Mergulho no Ano Novo (Premio Nacional al Mejor Cortometraje en el Festival Internacional de Cortometrajes Vila do Conde), No Caminho Para a Escola (Mejor Cortometraje y Mejor Director en el VII Festival de Cine Ibérico de Badajoz y Premio Eje Atlántico en el Festival de Cine de Orense). En 2005 estrenó su primer largometraje, Alice, que abrió ese año el 58 Festival Internacional de Cine de Cannes, y fue elegida como filme portugués candidato al Oscar a la mejor película de habla no inglesa .
Un año después, Marco Martins colaboró con el cuentacuentos Tonino Guerra en la película Um Ano Mais Longo, estrenada en la competición del Festival Internacional de Cine de Venecia de 2006.
Como Teresa Villaverde, Pedro Costa, Joaquim Sapinho, João Pedro Rodrigues, Manuel Mozos, entre otros, pertenece al primer grupo de cineastas formados por la Escuela de Teatro y Cine de Lisboa. 
En 2000, junto a la actriz Beatriz Batarda, creó la compañía de teatro Arena Ensemble. En 2011 colaboró con la artista Filipa César en el cortometraje Insert. En 2013, Marco Martins colaboró con el artista italiano Michelangelo Pistoletto en la creación de la película Twenty-one-Twelve The Day The World did not End, estrenada en el Festival de Cine de Roma.
En 2016 São Jorge, su cuarto largometraje, se estrenó en la sección Horizontes del Festival Internacional de Cine de Venecia de 2016 donde optó al León de Oro al mejor actor (Nuno Lopes). La película representaría a Portugal en los Oscar de ese año.
En 2018, su programa Provisional Figures, planteado con la comunidad portuguesa en Reino Unido, dio paso a la película Great Yarmouth, estrenada en el Festival Internacional de Norwich/Norfolk. 
Su creación más reciente Perfil Perdu se estrenó en el Festival Internacional de Cine de Estambul.

## Filmografía

### Cine
- São Jorge (2016)
- Twenty-One-Twelve: The Day the World Didn't End (2013)
- Keep Going (2011)
- Traces of a Diary (2009 / 2010) (documental)
- Insert (2010 / 2011) (curtmetratge)
- Como Desenhar um Círculo Perfeito (2009 / 2010)
- Um Ano Mais Longo (2006 / 2007) (curtmetratge)
- Alice (2005 / 2006)
- No Caminho para a Escola (1998) (cortometraje)
- Clockwise (1996) (curtmetratge)
- Não Basta Ser Cruel (1995) (cortometraje)
- Mergulho no Ano Novo) (1992) (cortometraje)

### Televisión
- Sara (2018)